# Kościół Wniebowzięcia Najświętszej Maryi Panny w Szczawnie-Zdroju
Kościół Wniebowzięcia Najświętszej Maryi Panny – rzymskokatolicki kościół parafialny należący do dekanatu Wałbrzych (zachód) diecezji świdnickiej.
Kamień węgielny został położony w dniu 15 września 1936 roku, a w dniu 2 lipca 1937 roku odbyła się uroczystość poświęcenia dzwonu i jego zawieszenie na wieży. Świątynia została konsekrowana w dniu 11 lipca 1937 roku. Podczas uroczystości konsekracyjnych kościół otrzymał wezwanie Asumptio B.M.V. (czyli Wniebowzięcia Najświętszej Maryi Panny). Po konsekracji nowa świątynia pełniła funkcję kościoła filialnego parafii św. Anny na Szczawienku. Pierwsza samodzielna parafia w Szczawnie-Zdroju została erygowana dopiero po II wojnie światowej w 1945 roku przez polskich katolików.
We wnętrzu świątyni znajduje się mozaika wypełniająca prezbiterium od podstawy po sklepienie, przedstawiająca Matkę Bożą – Wniebowziętą i koronowaną przez Trójcę Świętą. Jest to największa mozaika na Dolnym Śląsku.
W świątyni znajdują się cenne polonika. Jednym z nich jest kielich z 1864 roku, który ma na podstawie wygrawerowany napis w języku polskim – „Ofiara Polaków 1864 rok”. Przypomina on o Polakach, którzy przybywali na wypoczynek i kuracje do Szczawna-Zdroju.
W 2003 roku zakończyła się rozbudowa kościoła polegająca na przedłużeniu brryły o kilkanaście metrów.